# 无痕浏览

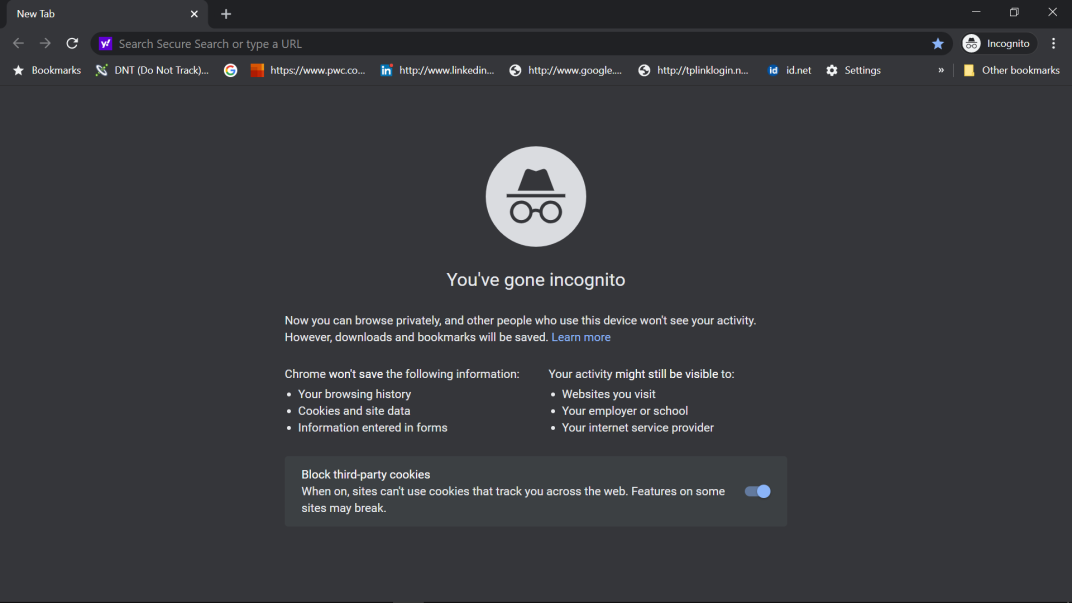
Google Chrome和Google Chromium的无痕浏览模式

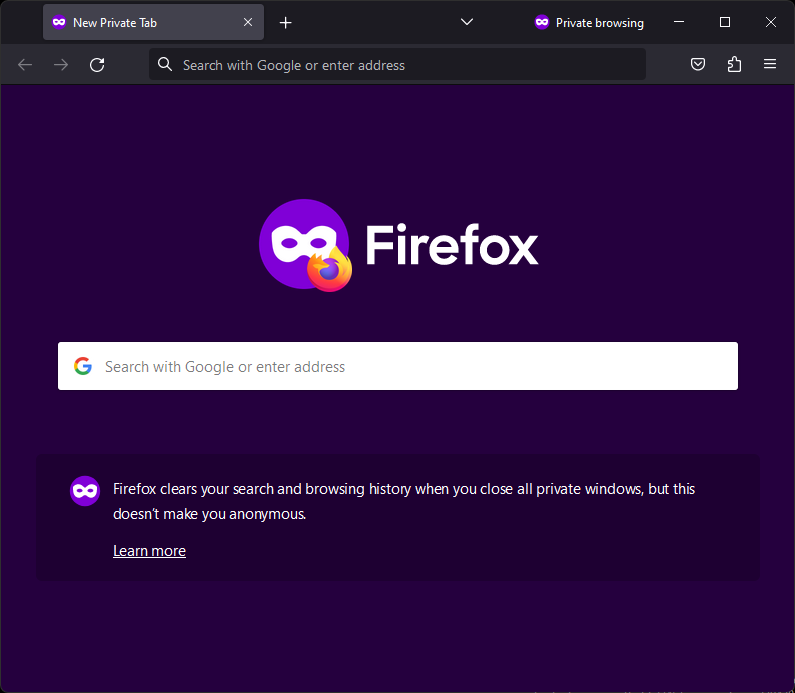
開啟無痕瀏覽後的Firefox瀏覽器頁面

无痕浏览，又稱無痕模式、隱私瀏覽、私密瀏覽、InPrivate瀏覽等，是网页浏览器的网络隐私功能。

## 历史
苹果的Safari是最早包含无痕浏览的网络浏览器之一。这一功能后来被其他浏览器采用，并在2008年被主流新闻媒体和计算网站讨论ie8测试版时普及。Adobe Flash Player 10.1开始在本地共享对象存储方面准许浏览器设置和私有浏览状态。

## 原理
在無痕模式下，浏览器会创建一个临时会话，该临时会话与浏览器的主会话和用户数据相隔离。浏览历史記錄不會被保存，与臨時会话相关的本地数据如Cookie，在臨時会话关闭时會被清除。

## 誤解
无痕浏览不能讓用户免受网站或互联网服务供应商追踪。此外，无痕浏览下的瀏覽記錄也有可能被人通過操作系统和瀏覽器的安全漏洞以及恶意的浏览器扩展來獲取。某些HTML5 API也可以用作检测用戶是否處於無痕瀏覽。